# Shōkaku
Die Shōkaku (japanisch 翔鶴 ‚fliegender Kranich‘) war ein Flugzeugträger der Kaiserlich Japanischen Marine und Typschiff der gleichnamigen Klasse, der von 1941 bis 1944 in Dienst stand.

## Geschichte

### Konstruktion und Bau
Sie wurde in der Marinewerft Yokosuka gebaut. Der Träger lief am 1. Juni 1939 vom Stapel und wurde am 8. August 1941 in Dienst gestellt. Ihr Schwesterschiff war die Zuikaku.

### Einsätze

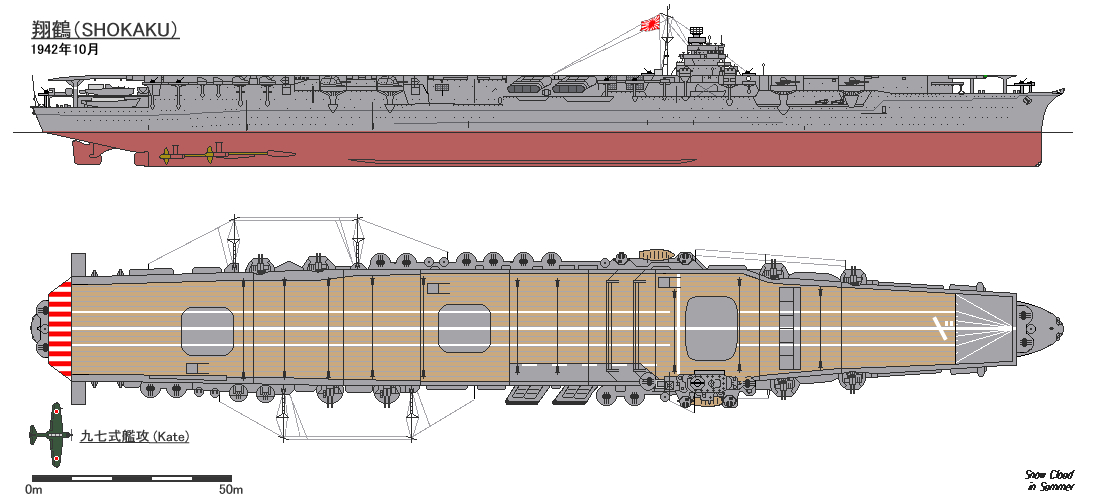
Zeichnung der Shōkaku

Im Pazifikkrieg gehörte sie der Kidō Butai an und nahm am Angriff auf Pearl Harbor teil. Im April 1942 war die Shōkaku an der Attacke im Indischen Ozean und an der Schlacht im Korallenmeer unter Konteradmiral Hara beteiligt. Bei letzterer wurde sie von drei, von Flugzeugen der Yorktown abgeworfenen, Bomben schwer getroffen und musste zwecks Reparatur zurück nach Japan. Durch die Bombentreffer wurden 108 Besatzungsmitglieder getötet. Ihre Flugzeuge waren hier an der Versenkung der Lexington beteiligt. Wegen der notwendigen Reparaturen nahm die Shōkaku an der Schlacht um Midway nicht teil.
Im August 1942 war die Shōkaku in der Schlacht bei den Ost-Salomonen eingesetzt und beschädigte im Kampf den amerikanischen Träger Enterprise. Ebenfalls mit seiner Schwester Zuikaku nahm der Flugzeugträger an der Schlacht bei den Santa-Cruz-Inseln im Oktober 1942 teil. Dort gelang es der Trägerkampfgruppe, die Hornet zu versenken. Im Gegenzug wurde die Shōkaku wiederum schwer beschädigt, konnte jedoch entkommen.

### Untergang
Nach der Niederlage von Midway war sie 1943 und 1944 einer der wenigen verbleibenden Träger der japanischen Kriegsflotte. Doch während der Schlacht in der Philippinensee bei Saipan am 19. Juni 1944 unter dem Oberkommando von Vizeadmiral Jisaburō Ozawa verlor sie beim sogenannten Truthahnschießen bei den Marianen fast alle Flugzeuge. Noch am selben Tag wurde sie vom amerikanischen U-Boot Cavalla versenkt. Die Cavalla schoss vier Torpedos, von denen mindestens drei trafen. Die Treffer verursachten mehrere Feuer und schwere Wassereinbrüche am Vorschiff auf der Backbordseite. Nach dem Ausfall der Maschinenanlagen und unkontrollierbaren Bränden in den Hangars war das Schiff nicht mehr zu retten. Der Befehl zum Verlassen der Shōkaku wurde gegeben. Durch die starke Neigung begannen brennende Flugzeuge im Hangar in Richtung Bug zu rutschen. Eine explodierende Fliegerbombe im Hangar entzündete Benzindämpfe in den unteren Decks, was eine schwere Explosion zur Folge hatte. Der Flugzeugträger begann zu sinken und ging, knapp drei Stunden nach den Torpedotreffern, unter.
Neben der Stammbesatzung waren noch zusätzliche Mannschaften einer Luftwaffeneinheit an Bord, so dass 1.842 Personen auf der  Shōkaku waren, von denen 1.272 mit dem Schiff untergingen, während lediglich 570 Mann gerettet werden konnten.

### Wrack
Das Wrack der Shōkaku wurde bislang nicht gefunden, ihr genauer Untergangsort ist umstritten.

## Liste der Kommandanten
| Nr. | Name                              | Beginn der Amtszeit | Ende der Amtszeit | Bemerkungen                                        |
| --- | --------------------------------- | ------------------- | ----------------- | -------------------------------------------------- |
| 1.  | Kapitän zur See Jōjima Takatsugu  | 8. August 1941      | 25. Mai 1942      | seit 15. Oktober 1940 mit der Baubelehrung betraut |
| 2.  | Kapitän zur See Arima Masafumi    | 25. Mai 1942        | 16. Februar 1943  |                                                    |
| 3.  | Kapitän zur See Okada Tametsugu   | 16. Februar 1943    | 17. November 1943 |                                                    |
| 4.  | Kapitän zur See Matsubara Hiroshi | 17. November 1943   | 17. Juni 1944     | mit dem Schiff untergegangen                       |